# سفارة جيبوتي في فرنسا
سفارة جيبوتي في فرنسا هي أرفع تمثيل دبلوماسي لدولة جيبوتي لدى فرنسا. تقع السفارة في باريس وهي تهدف لتعزيز المصالح الجيبوتية في فرنسا.

## وصلات خارجية
- قائمة سفارات جيبوتي
- قائمة السفارات في فرنسا